# Parafluda banksi
Parafluda banksi là một loài nhện trong họ Salticidae.
Loài này thuộc chi Parafluda. Parafluda banksi được Arthur Merton Chickering miêu tả năm 1946.